# (15471) 1999 BE5
(15471) 1999 BE5 est un astéroïde de la ceinture principale d'astéroïdes découvert en 1999.

## Description
(15471) 1999 BE5 a été découvert le 19 janvier 1999 à l'High Point, une ville de Caroline du Nord aux États-Unis, par Dennis K. Chesney.

### Caractéristiques orbitales
L'orbite de cet astéroïde est caractérisée par un demi-grand axe de 2,58 UA, un périhélie de 2,38 UA, une excentricité de 0,08 et une inclinaison de 12,74° par rapport à l'écliptique. Du fait de ces caractéristiques, à savoir un demi-grand axe compris entre 2 et 3,2 UA et un périhélie supérieur à 1,666 UA, il est classé, selon la JPL Small-Body Database, comme objet de la ceinture principale d'astéroïdes.

### Caractéristiques physiques
(15471) 1999 BE5 a une magnitude absolue (H) de 13,9 et un albédo estimé à 0,083.